# القيادة والسيطرة

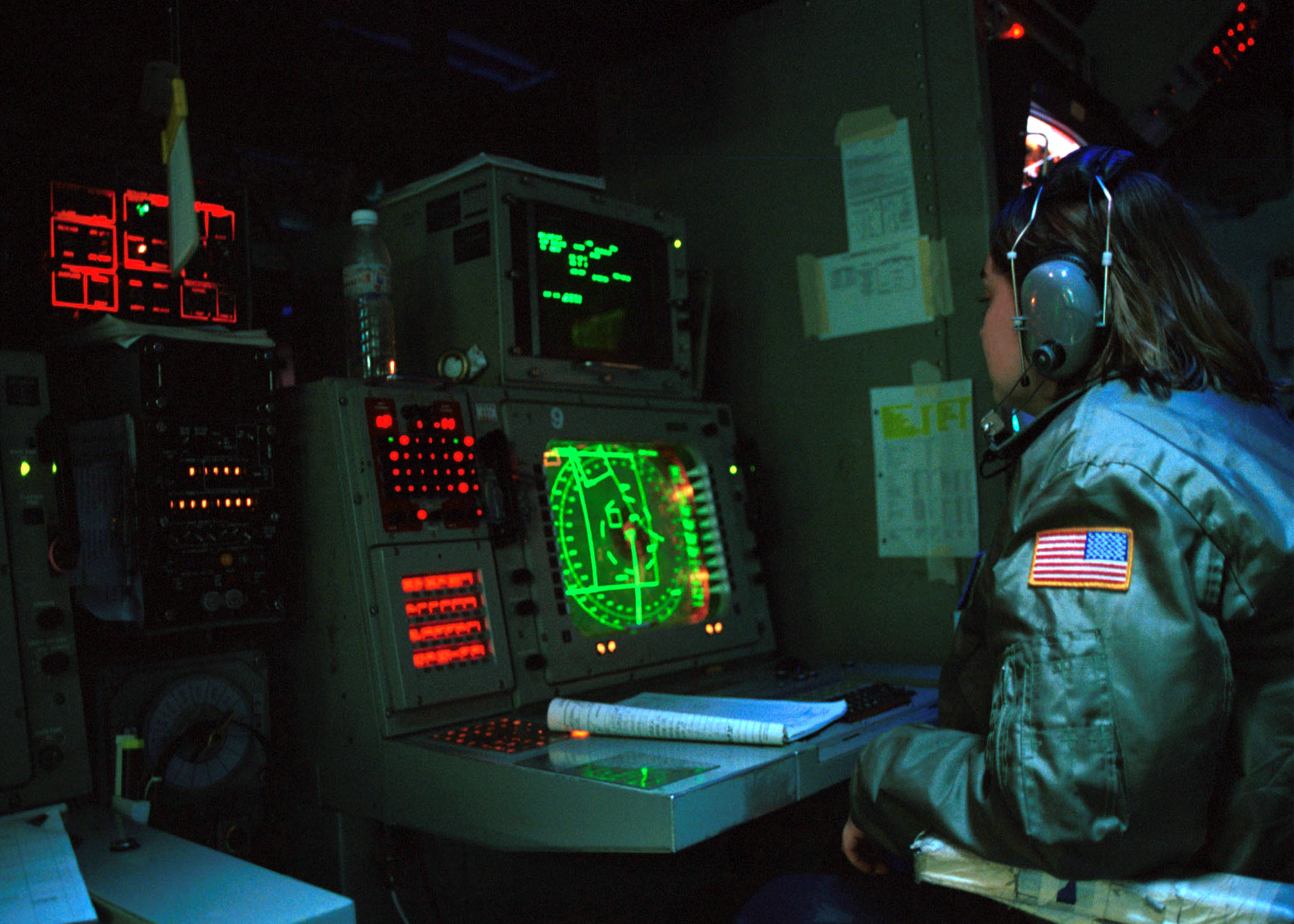

القيادة والسيطرة اختصارًا لـ: نظام القيادة والسيطرة أو منظومة القيادة والسيطرة وتُعرف أيضًا باسم القيادة والتحكم (بالإنجليزية: Command and control (C2))‏؛ هي «مجموعة من الخصائص والعمليات التنظيمية والتقنية... [التي] توظف الموارد البشرية والمادية والمعلوماتية في حل المشكلات وإنجاز المهام» لتحقيق أهداف المنظمة أو المؤسسة. يشير المصطلح، وفقًا لتعريف عام 2015 الذي وضعه العلماء العسكريون ماريوس فازيليو وديفيد إس. إلبيرتس وجوناثان آر. آرج، في غالب الأحيان إلى النظام العسكري.
تُعرّف إصدارات الدليل الميداني 3-0 لجيش الولايات المتحدة الأمريكية، والتي عممت في عام 1999، مصطلح القيادة والتحكم في المنظمات العسكرية على أنه ممارسة الضابط القائد (المعين بشكل صحيح) للسلطة والتوجيه على القوات التابعة له والمعنية بإنجاز المهمة.
عرّف حلف شمال الأطلسي (الناتو)، في عام 1988، القيادة والتحكم على أنها ممارسة فرد معين للسلطة والتوجيه بشكل صحيح على الموراد المخصصة له في سبيل تحقيق هدف مشترك. يشدد تعريف قوات الدفاع الملكية الأسترالية للقيادة والتحكم، بشكل مشابه لتعريف حلف شمال الأطلسي، على أن القيادة والتحكيم هي النظام الذي يعطي الأفراد المعنيين القدرة على ممارسة السلطة القانونية والتوجيه على القوات المنتدبة بهدف إنجاز المهام والواجبات. (يستطرد المبدأ الأسترالي فيقول: إن استخدام المصطلحات والتعاريف المتفق عليها هو أمر جوهري لأي نظام قيادة وتحكم وللقيام بأي عملية تطوير لأي مبدأ موحد ولأي عملية تشغيل مشتركة. هناك توافق دولي على بعض التعاريف الواردة في الفقرات التالية، على الرغم من إمكانية ألا يستخدم كل الحلفاء المحتملين نفس المصطلحات وبالمعنى ذاته تمامًا).

## نظرة عامة

### منظور الولايات المتحدة الأمريكية
يُعرف المعجم العسكري لوزارة الدفاع الأمريكية والمصطلحات المرتبطة بها القيادة والتحكم على أنّها: «ممارسة قائد معين للسلطة والتوجيه بشكل صحيح على القوات المخصصة له والمرافقة له في إنجاز المهمة، ويسمى أيضًا بـ C2. المصدر: JP 1».
تضيف نسخة المعجم «بصيغته المعدلة حتى شهر أبريل من عام 2010»، «تنفَّذ وظائف القيادة والتحكم من خلال تنظيم الأفراد والمعدات ووسائل الاتصال والمرافق والإجراءات التي يستخدمها القائد في تخطيط وتوجيه ومراقبة القوات والعمليات لإنجاز المهمة». غير أن الجملة الأخيرة المذكورة ليست موجودة في باب «القيادة والتحكم» في إصدار المعجم «بنسخته المعدلة حتى 15 أغسطس 2014».
يتلقى الضباط القياديون المساعدة في تنفيذ هذه المهام من قبل ضباط الأركان المتخصصين والأفراد المجندين. يعتبر هؤلاء الأفراد العسكريون مجموعة من الضباط والأفراد المجندين الذي يوفرون تدفقًا ثنائي الاتجاه للمعلومات بين الضابط القائد والوحدات العسكرية التابعة له.
من الممكن القول إن مهمة الموظفين العسكريين هي توفير معلومات دقيقة في الوقت المناسب تمثل - حسب فئتها- معلومات عن قرارات القيادة. يعتبر تطبيق القرارات التي تدير موارد الوحدة بشكل فعال التطبيق الرئيسي للقيادة والتحكم. على الرغم من أن الأولوية في اتجاه تدفق المعلومات تكمن في انتقالها من الأفراد نحو القائد، لكن المعلومات الطارئة أو المفيدة تنتقل إلى الموظفين والوحدات الأدنى.

### صناعة الأمن الحاسوبي
يُعد مصطلح القيادة والتحكم شائع الاستخدام أيضًا في مجال صناعة الأمن الحاسوبي والحرب الإلكترونية. يشير مصطلح القيادة والتحكم، في هذا السياق، إلى التأثير الذي يتمتع به المهاجم على نظام الحاسوب الذي يسيطر عليه. فعلى سبيل المثال، يكون الاستخدام الصحيح لهذا المصطلح من خلال القول إن المهاجمين يستخدمون «البنية التحتية للقيادة والتحكم» لإصدار «تعليمات القيادة والسيطرة» لضحاياهم. يمكن استخدام التحليل المتقدم لمنهجيات القيادة والتحكم لتحديد المهاجمين، ولربط الهجمات، ولتعطيل النشاط الضار المستمر.